# Гудзонська низовина
54°45′ пн. ш. 83°00′ зх. д. / 54.750° пн. ш. 83.000° зх. д.

Межу Гудзонської низовини приблизно збігаються з межами екорегіону тайги півдня Гудзонової затоки

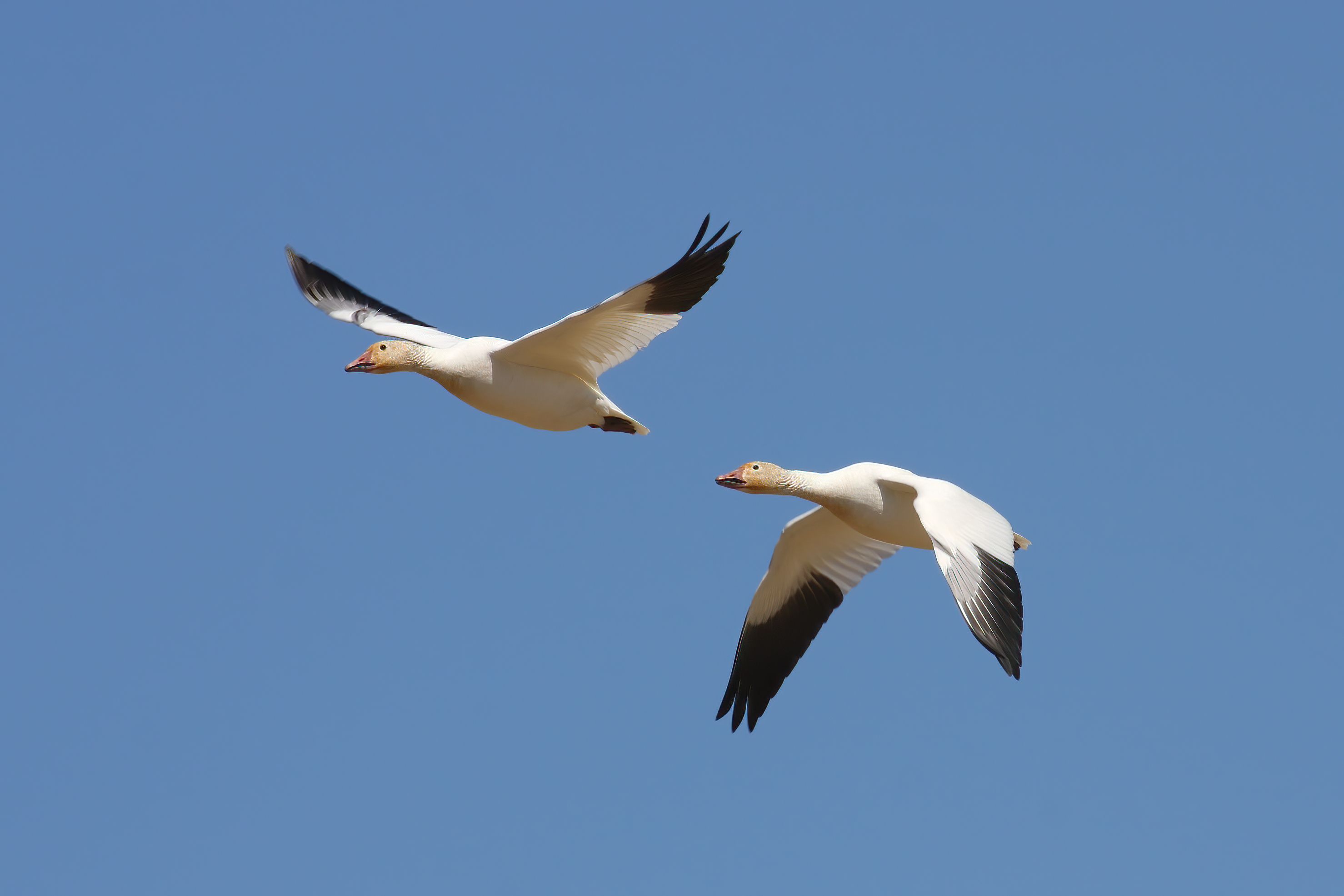
Білі гуски на міграції

Гудзонська низовина (англ. Hudson Bay Lowlands, фр. Basses terres de la baie d’Hudson) — низовина в Північній Америці, на території канадських провінцій Онтаріо, Манітоба та Квебек.

## Опис
Гудзонська низовина простягається уздовж південного узбережжя Гудзонової затоки та затоки Джеймс, які є частиною Північного Льодовитого океану, на північ від Лаврентійської височини. Більша частина рівнини лежить на півночі провінції Онтаріо, охоплюючи майже 25 % площі провінції (приблизно 228 400 км²). Також вона охоплює прилеглі райони північно-східної Манітоби та північно-західного Квебеку. 
Висота низовини не перевищує 200 м над рівнем моря і поступово знижується на північ. Її основу складають ордовицько-силурійські вапняки та інші осадові породи, а також четвертинні морські відклади. Під час останнього льодовикового максимуму територію низовини вкривав Лаврентійський льодовиковий щит. Коли льодовики відступили, низовина почала поступово підійматися з океану в процесі післяльодовикового відскоку.
Більшу частину Гудзонської низовини вкривають низинні та торфові болота. Через її територію до Гудзонової затоки тече багато широких і повільних річок — Черчилл, Нельсон і Гейс в Манітобі, Северн, Фавн, Вініск (річка), Ашевейг, Екуан, Аттавапіскат та Олбані в Онтаріо, а також Гаррікана, Руперт та Істмейн в Квебеку. Територія Гудзонської низовини є найбільшим комплексом водно-болотних угідь в Канаді та одним з найбільших у світі.

## Клімат
На території Гудзонської низовини переважає субарктичний клімат (Dfc за класифікацією кліматів Кеппена), який перебуває під значним впливом холодних повітряних мас, що надходять з Гудзонової затоки та Арктики. Влітку водна поверхня затоки швидко нагрівається, ламаючи лід та приносячи дощі на територію низовини. Взимку затока замерзає, приносячи морози та холодні вітри.
Середньорічна температура в регіоні коливається від -5 °C до -2 °C, середня зимова температура — від -19 °C до -16 °C, а середня літня температура — від 10,5 °C до 11,5 °C. Середньорічна кількість опадів на більшій частині Гудзонської низовини становить 500-700 мм. Поширена багаторічна мерзлота.

## Екологія
Північна частина Гудзонської низовини є майже безлісою і представлена мозаїкою прибережних водно-болотних угідь та внутрішніх торфових боліт, натомість на півдні низовини поширена відносно густа та висока тайга. Тут рослини з більш помірних регіонів змішуються з арктичними видами. Водно-болотні угіддя забезпечують важливе середовище існування для мігруючих водоплавних та коловодних птахів, таких як жовті погоничі-пігмеї (Coturnicops noveboracensis) та білі гуски (Anser caerulescens). До великих ссавців регіону належать білі ведмеді (Ursus maritimus) та звичайні росомахи (Gulo gulo).

## Історія і економіка
Гудзонська низовина, ймовірно, була відома оджибве та крі, однак індіанці не населяли цю місцевість через суворий, несприятливий клімат та заболочений ландшафт. Коли до Канади прибули європейці, Компанія Гудзонової затоки створила тут кілька торгових факторій, таких як Ранкін-Інлет, деякі з яких існують як поселення і досі. Однак вони так і не виросли у значні міста, знову ж таки через погані умови життя та клімат. Наразі на південному березі Гудзонової затоки є кілька поселень, зокрема Мус-Факторі, Мусоні, Аттавапіскат і Форт-Северн, де живуть переважно представники корінних народів.
У хвойних лісах Гудзонської низовини представлена лісова промисловість. Існує зростаюча туристична індустрія, яка включає в себе спортивну риболовлю та екскурсії зі спостереженням за білухами і тюленями.
На території Гудзонської низовини є великі родовища корисних копалин, зокрема хроміту та нікелю. В рамках проекту «Вогняне кільце» планується побудова доріг з метою забезпечення видобутку мінеральних ресурсів.